# Psectrocladius pallidipes
Psectrocladius pallidipes är en tvåvingeart som beskrevs av Maurice Emile Marie Goetghebuer 1942. Psectrocladius pallidipes ingår i släktet Psectrocladius och familjen fjädermyggor.
Artens utbredningsområde är Belgien. Inga underarter finns listade i Catalogue of Life.